# Stéphane Giocanti
 (avril 2024).
La mise en forme du texte ne suit pas les recommandations de Wikipédia : il faut le « wikifier ».
Les points d'amélioration suivants sont les cas les plus fréquents. Le détail des points à revoir est peut-être précisé sur la page de discussion.
- Les titres sont pré-formatés par le logiciel. Ils ne sont ni en capitales, ni en gras.
- Le texte ne doit pas être écrit en capitales (les noms de famille non plus), ni en gras, ni en italique, ni en « petit »…
- Le gras n'est utilisé que pour surligner le titre de l'article dans l'introduction, une seule fois.
- L'italique est rarement utilisé : mots en langue étrangère, titres d'œuvres, noms de bateaux, etc.
- Les citations ne sont pas en italique mais en corps de texte normal. Elles sont entourées par des guillemets français : « et ».
- Les listes à puces sont à éviter, des paragraphes rédigés étant largement préférés. Les tableaux sont à réserver à la présentation de données structurées (résultats, etc.).
- Les appels de note de bas de page (petits chiffres en exposant, introduits par l'outil «  Source ») sont à placer entre la fin de phrase et le point final[comme ça].
- Les liens internes (vers d'autres articles de Wikipédia) sont à choisir avec parcimonie. Créez des liens vers des articles approfondissant le sujet. Les termes génériques sans rapport avec le sujet sont à éviter, ainsi que les répétitions de liens vers un même terme.
- Les liens externes sont à placer uniquement dans une section « Liens externes », à la fin de l'article. Ces liens sont à choisir avec parcimonie suivant les règles définies. Si un lien sert de source à l'article, son insertion dans le texte est à faire par les notes de bas de page.
- La présentation des références doit suivre les conventions bibliographiques. Il est recommandé d'utiliser les modèles {{Ouvrage}}, {{Chapitre}}, {{Article}}, {{Lien web}} et/ou {{Bibliographie}}. Le mode d'édition visuel peut mettre en forme automatiquement les références.
- Insérer une infobox (cadre d'informations à droite) n'est pas obligatoire pour parachever la mise en page.

Pour une aide détaillée, merci de consulter Aide:Wikification.
Si vous pensez que ces points ont été résolus, vous pouvez retirer ce bandeau et améliorer la mise en forme d'un autre article.
 (juin 2023).
Si vous disposez d'ouvrages ou d'articles de référence ou si vous connaissez des sites web de qualité traitant du thème abordé ici, merci de compléter l'article en donnant les références utiles à sa vérifiabilité et en les liant à la section « Notes et références ».
Pour les articles homonymes, voir Giocanti.
Stéphane Giocanti, né en 1967, est un écrivain et critique littéraire français. 

## Biographie
Essayiste et biographe, Stéphane Giocanti est docteur ès lettres (1994).[source insuffisante]
Outre des travaux consacrés à Charles Maurras, Jules Laforgue, Frédéric Mistral et Yukio Mishima, on lui doit la première biographie française du poète et dramaturge anglais T. S. Eliot. Il interroge le gaulliste de gauche Jacques Dauer (1926-2008) dans un livre d'entretiens (Le Hussard du Général, La Table Ronde, 1994). Et il est par ailleurs l'auteur de plusieurs romans comme Kamikaze d'été (2008), remarqué par Sarah Vajda, Jean-François Colosimo et Pol Vandromme.

## Critiques
Selon l'historien français Laurent Joly, directeur de recherche au CNRS spécialiste de l’antisémitisme et auteur d'un ouvrage sur les origines de l'Action française, la biographie de Charles Maurras publiée par Giocanti en 2006 participe d'un mouvement « à l’œuvre depuis une vingtaine d’années [en 2018], fondée sur l’idée que la postérité a été injuste avec Maurras, et qu’il aurait toujours quelque chose à nous enseigner », et qui minimise l'antisémitisme maurrassien.
Selon Alain Duhamel, "La grosse biographie que publie Stéphane Giocanti sous le titre Charles Maurras. Le chaos et l’ordre, apparaît à la fois bienvenue et propre aussi à relancer les polémiques. Son intérêt est que l’auteur sait tout, de Charles Maurras, de son entourage, de ses maîtres, de ses disciples, et qu’il n’en cache rien, pour le meilleur et pour le pire". Alain Duhamel (Le Point, 26 octobre 2006). Le Times Literary Suplement souligne : « In his full-length study, based on new archive material, Stephane Giocanti, author of a work on T.S. Eliot (reviewed in the TLS by Stephen Romer, November 14, 2003), does not set out to rehabilitate Maurras but to retrace his intellectual development, concentrating as much on his literary contribution as on his political thought and activity » (« Dans son étude complète, basée sur de nouveaux documents d'archives, Stéphane Giocanti, auteur d'un ouvrage sur T.S. Eliot (présentée dans le TLS par Stephen Romer, le 14 novembre 2003), ne cherche pas à réhabiliter Maurras mais à retracer son développement intellectuel, se concentrant autant sur sa contribution littéraire que sur sa pensée politique et son activité. ») Roger Rogister, (Times Literary Suplement, September, 21, 2007).
Sur T.S. Eliot ou le monde en poussières (2002) : « Fort heureusement, cette première biographie en français rend justice à Eliot, examinant avec sympathie et honnêteté sa trajectoire et son travail. [...] La biographie sait prendre en compte les tensions personnelles qui sous-tendent cette vision et le patient cheminement d’Eliot vers une issue. » Christine Jordis (Le Monde, 27 février 2003). « Giocanti n’en garde pas moins son originalité, parce qu’on le sent constamment soucieux de fournir à des lecteurs français des clés dont ils ont besoin. » Bernard Brugière (La Quinzaine Littéraire, 1er/février 2003).
Sur le roman Kamikaze d’été (2008). « Stéphane Giocanti signe un premier roman profond, aux images subtiles, où les mots sonnent justes et où les références sont passionnantes. Ajoutons à cela un style poétique aiguisé et des questions qui restent résolument d’actualité. » Arnault Destal (Boojum, 5 mars 2008). « Stéphane Giocanti apporte tout de suite la preuve, avec un morceau de bravoure narrative (l’ultime combat d’un aviateur kamikaze), qu’il est capable de mener un récit jusqu’au paroxysme de son intérêt dramatique. Le livre, alors, bifurque, abandonnant l’évocation épique pour tendre la corde sensible du plus profond des cantons intimes. [...] On éprouvera la richesse créatrice de Stéphane Giocanti, la subtilité de ses intuitions la trame sensible de ses analyses. » Pol Vandromme (Valeurs Actuelles, 15 février 2008).
A propos de C'était les Daudet : "Dans cette enquête au cordeau, il montre son habileté à composer un livre choral, comme savent si bien le faire les Anglo-Saxons, autour de ce petit monde qui fit de la littérature le ciment d'un clan" (Livres hebdo, 7 décembre 2012). "A lire l'étude très documentée de Stéphane Giocanti, on estimera que chacun de ces Daudet eût mérité un ouvrage." (Francis Matthys, La Libre Belgique, 21 janvier 2013). "De ces décennies, Stéphane Giocanti dresse un portrait plutôt affectueux mais pas indulgent, qui repère l'archaïsme de Léon et les hésitations de Lucien. Cela compose une plaisante et solide promenade dans cette France d'il y a cent ans". (Dominique Jung, Dernières Nouvelles d'Alsace, 17 février 2013).
Il appartient à la Société des félibres de Paris, au titre de laquelle il reçoit la médaille de bronze de Florian en 1998.

## Publications
Biographies historiques et littéraires :
- T. S. Eliot ou le monde en poussière, Lattès, Paris, 2002.

- Prix François-Victor-Noury 2003 de l’Institut de France sur proposition de l'Académie française.
- Charles Maurras : le chaos et l'ordre, Flammarion, Grandes biographies, Paris, 2006, rééd. 2008. Traduction en espagnol aux Éditions Acantilado, avec une préface de Jaume Vallcorba (2010).
- C'était les Daudet, Flammarion, 2013.

- Prix d'Académie 2013 de l'Académie française.
- Pierre Boutang, Flammarion, 2016.

Essais :
- Charles Maurras félibre : l'itinéraire et l'œuvre d'un chantre, L. de Montalte, Les amis de la langue d'Oc, Paris, 1995.
- Les Enfants de l'utopie, Les Provinciales/L'Âge d'homme, Lausanne, 1998 (présentation en ligne).
- Une histoire politique de la littérature, Flammarion, Paris, 2009. Réédition en Champ Flammarion, 2011.
- Yûkio Mishima et ses masques, L'Harmattan, 390p, 2021.
- La Renaissance du Sud, la grande épopée des littératures d'Oc. Éditions du Cerf, 2022. Prix Bruno Durand de l'Académie d'Aix-en-Provence (2023).
- Le Sanskrit et les langues du Bouddhisme. De l'Inde classique au Shingon-Mikkyo, Academia.edu, 262 p., 2024.
- La Commune de Paris : une investigation politique et historiographique, Paris, Éditions de Flore, 400 p., 2024  (ISBN 978-2900689677)

Romans :
- Kamikaze d'été (roman), Paris-Monaco, Éditions du Rocher, 2008.
- Désir de Kyoto (roman), Amazon Kindle Publishing, 2013.
- Fleurs de Légion, roman, Paris, Éditions Pierre-Guillaume de Roux, 2019.

Préfaces et éditions critiques :
- Mémoires et souvenirs du comte de Lavalette (préface et notes), Mercure de France, coll. Le Temps Retrouvé, 1994.
- Les Abeilles de Delphes de Pierre Boutang ; préface. Éditions des Syrtes, 1999.
- Apocalypse du désir de Pierre Boutang ; préface. Éditions des Syrtes, 2003.
- Yûkoku : rites d'amour et de mort, livret de présentation pour le DVD Yûkoku (憂国?) de Yukio Mishima, aux Éditions Montparnasse, 2008.
- Maurras (sous la direction de S. Giocanti et d'A. Tisserand), Cahiers de l'Herne, 2011.
- Ernest Daudet, Le règne des Romanov, Presses-Pocket, 2017. (Préface et notes).
- Anne Le Pape, Léon Daudet, critique littéraire, préface, Paris, Éditions de Flore, coll. Maîtres et témoins, 270 p., 2024  (ISBN 978-2-900689-58-5)

Livre d'entretiens :
- Le Hussard du Général, entretiens avec Jacques Dauer, La Table Ronde, 1994.

Articles de recherche littéraire (sélection) :
- "Miquèu de Camelat et la langue béarnaise : conditions philologiques et littéraires de la transmission de ses œuvres", Revue d'études d'Oc, Centre d'études des langues, territoires et identités culturelles, Bretagne et langues minoritaires. Université de Rennes II, n°177, 2023.
- « Le Félibrige : provençalisme ou décentralisation », Colloque organisé par la Faculté de Droit de Caen. Publié dans Décentraliser en France, F.X. de Guibert, 2003
- « Dans le château de Steiner : T.S. Eliot et ses problèmes », Cahier de l’Herne consacré à George Steiner, 2003.
- « Vincent d’Indy est-il un compositeur religieux ? », in Vincent d’Indy et son temps, collectif sous la direction de Manuela Schwartz (actes du colloque de la BNF, 2002), Mardaga, Liège, 2006.
- « L'errance du psalmisme : l'antichristianisme de Jules Laforgue ». Les Complaintes de Jules Laforgue, ouvrage collectif sous la direction de Pierre Brunel, Editions du Temps, 2000
- « L'itinéraire félibréen et régionaliste de Jean Charles-Brun », actes du colloque consacré à Jean Charles-Brun, Collection des Amis de la langue d'oc, 1997.
- « Une amitié félibréenne : la correspondance de Charles Maurras avec Marius André ». Édition annotée de quinze lettres inédites. La France Latine, déc. 1996.
- « La légende noire de Vincent d'Indy. Extraits de la correspondance de d'Indy », Recueil, publié avec le concours du Centre National du Livre, mai 1994.